# Raimund Luschin
Raimund Luschin SDB (* 28. September 1942 in Klagenfurt in Kärnten) ist ein österreichischer Ordensgeistlicher und römisch-katholischer Moraltheologe.

## Leben
Nach einer kaufmännischen Ausbildung in seiner Heimatstadt besuchte Raimund Luschin das Don-Bosco-Gymnasium im niederösterreichischen Unterwaltersdorf. Seit 1964 gehört er dem Salesianerorden an. Von 1968 an studierte er Katholische Theologie und Sozialpädagogik in Benediktbeuern. Bereits in seiner theologischen Diplomarbeit thematisierte er das Verhältnis von Tiefenpsychologie und Seelsorge. Nach der Priesterweihe im Juni 1974 wirkte Raimund Luschin als Kaplan, Leiter eines Jugendzentrums, Religionslehrer und Studentenseelsorger in der österreichischen Hauptstadt. Von 1981 bis 1989 versah er die Stelle eines Universitätsassistenten am Institut für Moraltheologie der Katholisch-theologischen Fakultät Wien. Im Dezember 1982 wurde er hier mit einer Arbeit über Das Böse als Schuld bei C. G. Jung und die personale Gewissensbildung zum Doktor der Theologie promoviert. In weiteren Forschungsarbeiten beschäftigte er sich mit der Bedeutung der personalen Psychotherapie Johanna Herzog-Dürcks für die katholisch-theologische Ethik.
Seit 1989 doziert Raimund Luschin an der Philosophisch-Theologischen Hochschule Benediktbeuern. Daneben nahm er verschiedentlich auswärtige Referententätigkeiten und Lehraufträge wahr, so von 1990 bis 1994 in der Priesterfortbildung der Diözese St. Pölten, seit 1999 an der Katholischen Stiftungsfachhochschule München Abteilung Benediktbeuern und im Studienjahr 2000/01 an der Katholisch-theologischen Fakultät Augsburg. 2001 wurde er zum Professor an der Benediktbeurer Ordenshochschule ernannt. Zum Ende des Sommersemesters 2010 erfolgte die Emeritierung.